# Aristarj Lentúlov

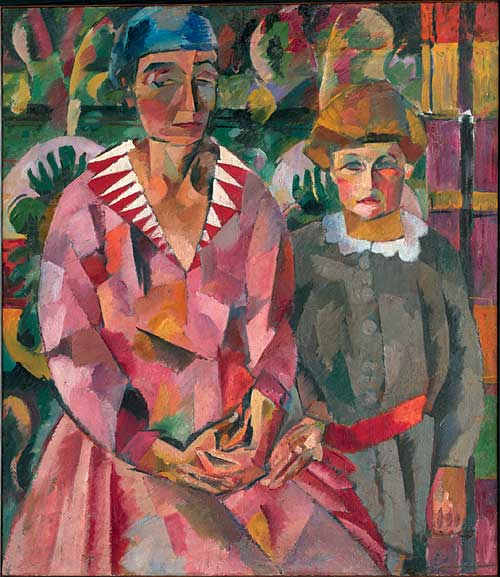
Cuadro de Aristarj Lentúlov.

Aristarj Vasílievich Lentúlov (en ruso: Аристáрх Васи́льевич Ленту́лов ) (4 de enero de 1882 - 15 de abril de 1943) fue un destacado artista ruso de vanguardia, de orientación cubista que trabajó también en diseños para el teatro. Fue miembro del grupo Sota de Diamantes.

## Biografía
Aristarj Lentulov nació en la ciudad de Nizhny Lomov, en la gobernación de Penza, Rusia, en el seno de una familia de sacerdotes rurales. Estudió arte en Penza de 1898 a 1900 y en la Escuela de Arte de Kiev de 1903 a 1905, y posteriormente en el estudio privado de Dmitry Kardovsky en San Petersburgo en 1906. 
Se instaló en Moscú en 1908, donde conoció a jóvenes aspirantes a artistas como Mijaíl Lariónov, Natalia Goncharova, Piotr Konchalovsky, Iliá Mashkov, Vasily Rozhdestvensky, Robert Falk y Alexander V. Kuprin, quienes recientemente habían sido expulsados de la Escuela de Pintura, Escultura y Arquitectura de Moscú por adoptar las últimas tendencias occidentales y seguir el estilo de Auguste Renoir, Henri Matisse, Paul Gauguin, Paul Cézanne, Pablo Picasso, Henri Rousseau y André Derain. Vieron esos lienzos franceses y alemanes en los lujosos palacios de los coleccionistas moscovitas Sergei Shchukin e Ivan Morozov, adonde los llevaron sus mentores Konstantin Korovin y Valentín Serov. Privados de todo apoyo y abandonados a su suerte, sintieron, por el contrario, que su creatividad se había liberado, pues ya no dependían de todo lo que hasta entonces los había limitado y obstaculizado. Así que decidieron dar un paso audaz, proclamando la creación de un nuevo estilo en la pintura rusa y autodeclarándose sus precursores. Siendo oficialmente perseguidos y rechazados, se unieron en un grupo con el provocativo nombre de la Sota de Diamantes, acuñado por Mijaíl Lariónov y Aristarco Léntulov, que en la tradición clásica rusa significaba rebelión, desobediencia, desafío y audacia juvenil, una ruptura total con todo lo existente en el ámbito pictórico de la época. Este grupo estaba destinado a convertirse en el fenómeno más impactante y significativo de la pintura rusa del siglo XX.
De 1910 a 1911, Lentúlov viajó a Francia para estudiar en el taller de Henri Le Fauconnier y en la Académie de La Palette de París. Se sintió atraído por el orfismo, influenciado por el artista francés Robert Delaunay. Durante su estancia en Francia, conoció a pintores franceses contemporáneos como Albert Gleizes, Jean Metzinger, Fernand Léger y Robert Delaunay, y tras absorber los principios fauvistas y cubistas, desarrolló su propio y singular estilo pictórico. Más tarde, tras su regreso a Rusia en 1912, ejerció una gran influencia en lo que se convertiría en el futurismo ruso, y en particular en el cubofuturismo. Vasili Kandinski y Kazimir Malévich también recibieron su influencia. 
Lentulov también formó otro grupo, con Vladimir Mayakovski y Kazimir Malévich, llamado Los Lubock de Hoy (Segodnyashnii Lubok). Produjeron arte satírico antiaustriaco y antialemán. Este arte se inspiró en el folclore ruso y el arte lubok. El propio arte de Lentulov se inspiró profundamente en la arquitectura tradicional y popular rusa. 
Desde la Revolución Rusa de 1917, Lentulov participó activamente en diversos proyectos teatrales, diseñando obras para el Teatro Kamerny («Las alegres comadres de Windsor», 1916) y contribuyendo con la escenografía para una producción de «Prometeo: El poema del fuego» de Alexander Scriabin en el Teatro Bolshoi en 1919. 
En 1928, Lentulov ingresó en la Sociedad de Artistas de Moscú, que incluía a artistas anteriormente asociados con el grupo Sota de Diamantes. Se convirtió en presidente de la Sociedad y también comenzó a impartir clases en la escuela estatal rusa de arte y técnica (VKhUTEMAS). 

Lentulov murió en Moscú y está enterrado en el cementerio de Vagankovo.

## Galería

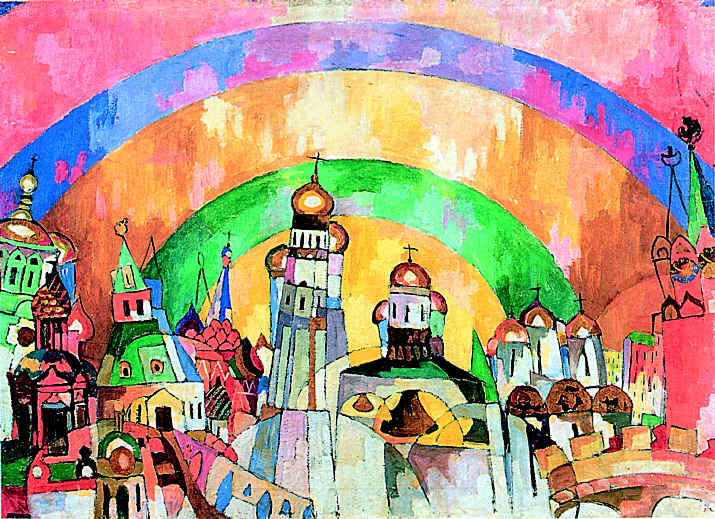
Campanas sonando en el cielo
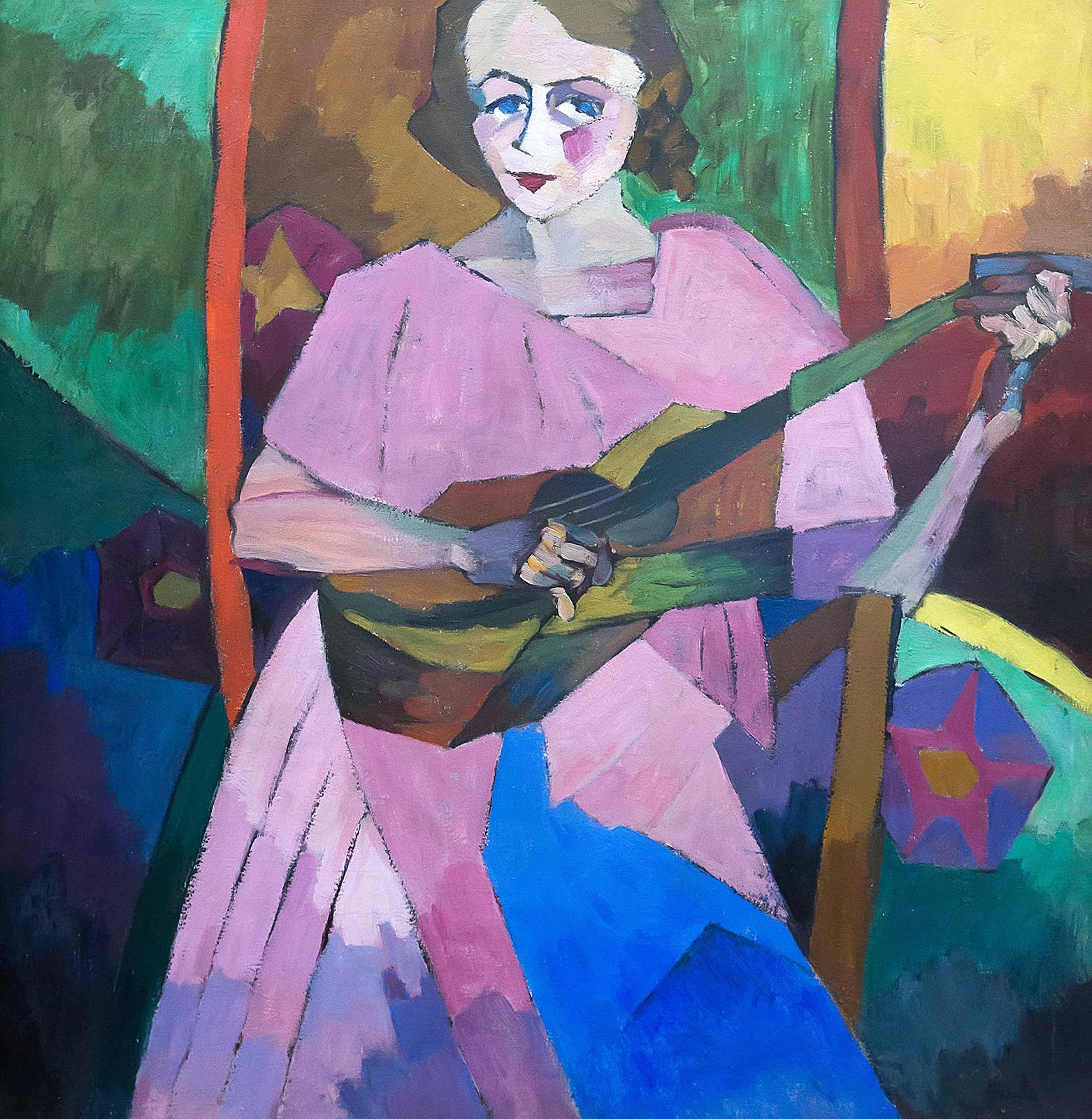
Mujer con guitarra, 1913
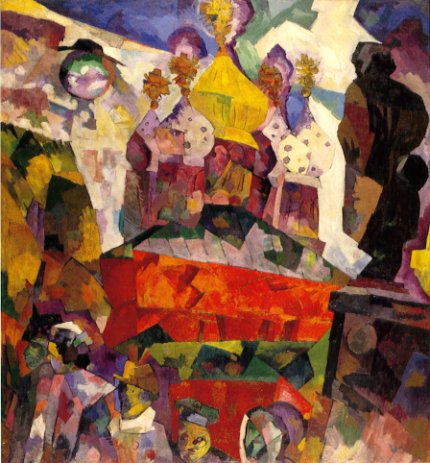
Tverskoi Boulevard , 1917
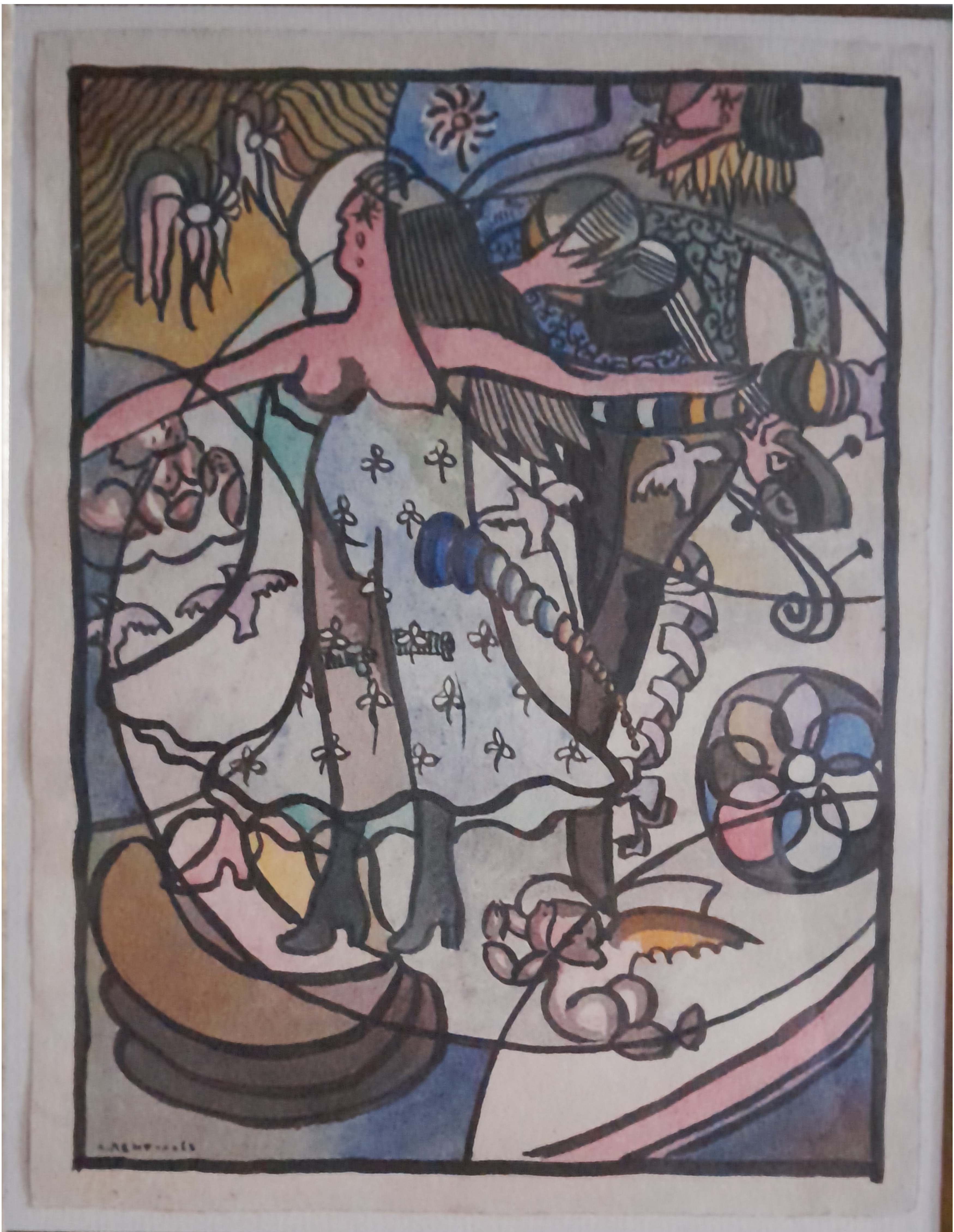
Compositio allegorica Spes. Series anni "1812" . 1915.
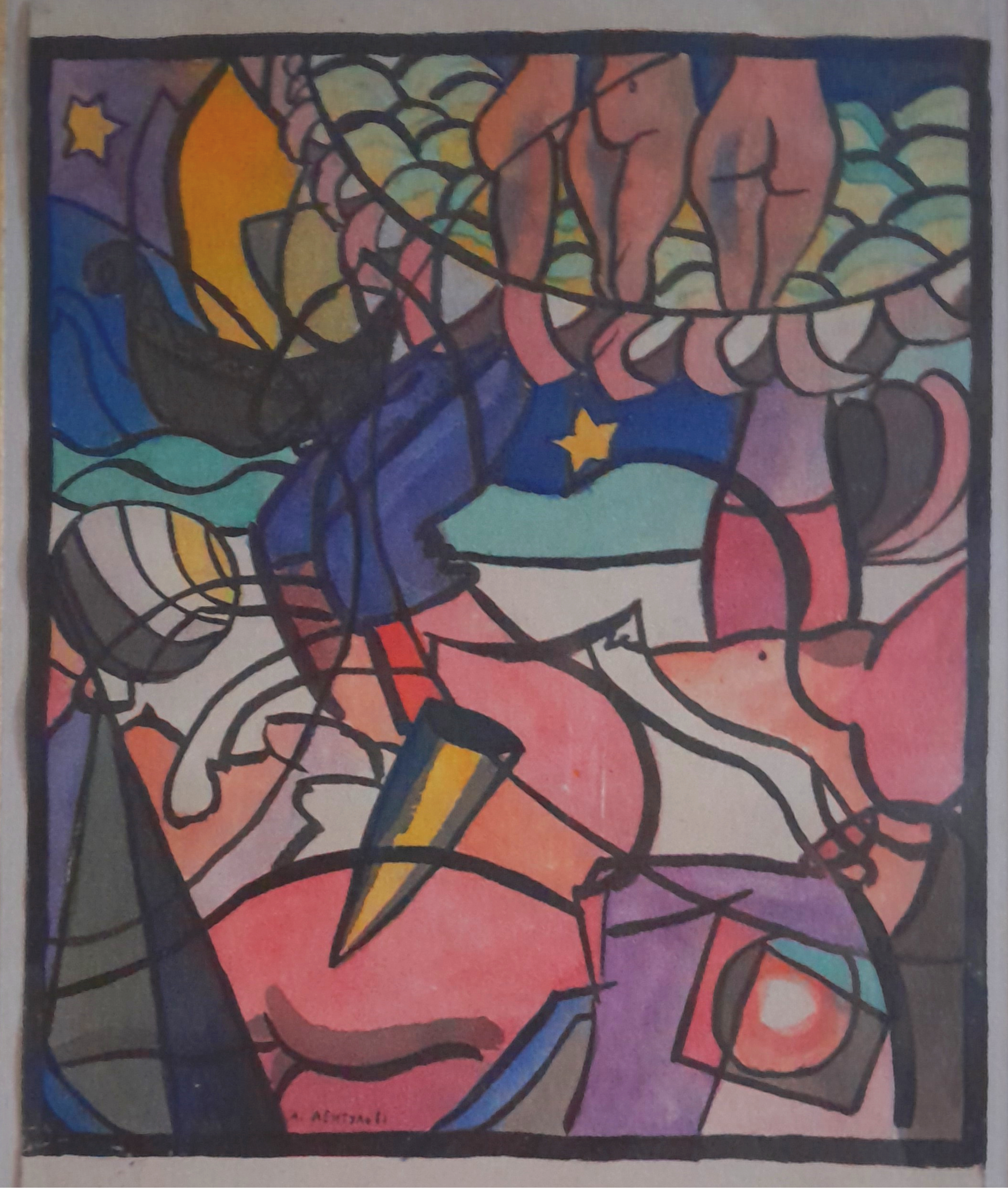
Compositio allegorica cum Gallina, Series anni "1812"  (1915)
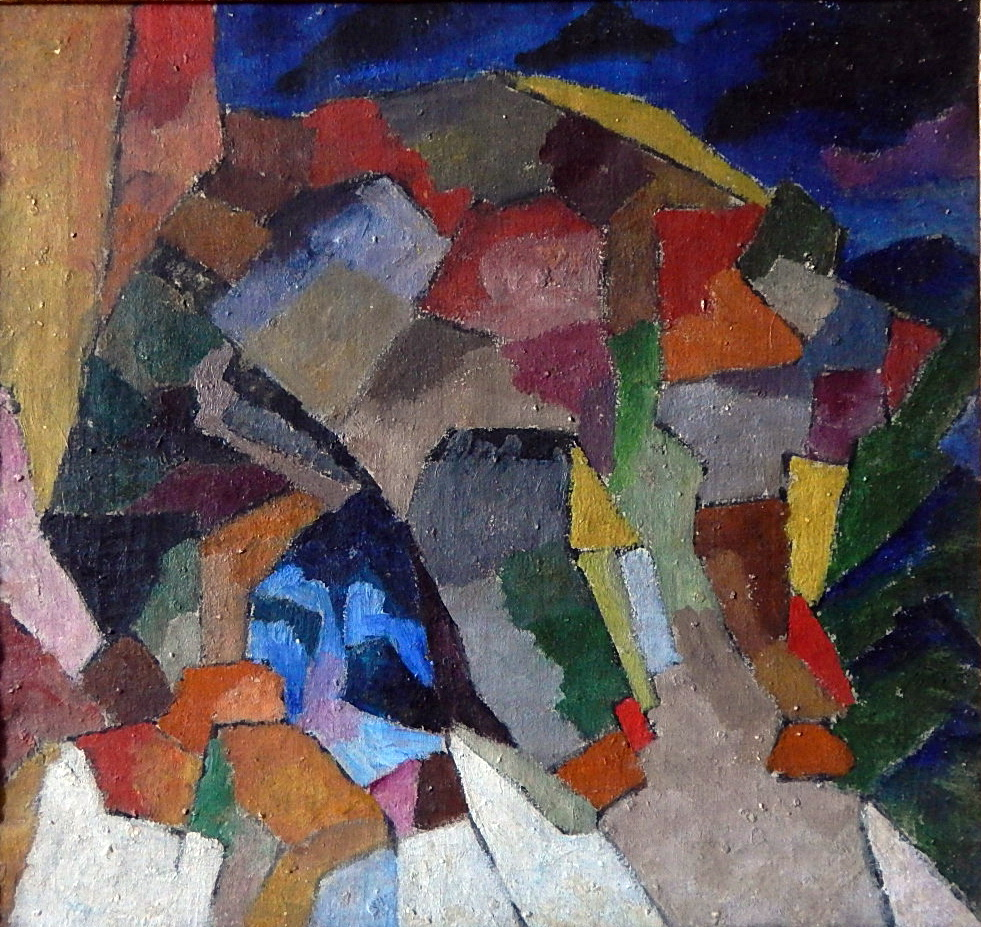
"Montes Kislovodsk", 1913